# Mircea Eliade
Mircea Eliade (izgovorjava po standardu IPA: ˈmirt͡ʃe̯a eliˈade), romunski religiolog, pisatelj in filozof, * 9. marec 1907, Bukarešta, Romunija, † 22. april 1986, Chicago, Illinois, ZDA.
Mirceo Eliadeja uvrščamo med vodilne raziskovalce religijskih študij, ki je uveljavil paradigme, ki obstajajo še danes. Njegova teorija o “svetosti”, kot bistvu religije, ki deli človeško izkušnjo na sveti in sakralni prostor in čas je bila večkrat potrjena.  Eden njegovih najbolj vplivnih prispevkov k religijskim študijam je bila njegova teorija večnega vračanja, ki pravi, da se mit in ritual ne samo spominjata svetosti, temveč vsaj v verski miselnosti v njem sodelujeta. 
V zgodnjih letih je bil Eliade novinar in esejist ter član literarnega društva Criterion. Služil je tudi kot kulturni ataše v Združenem kraljestvu in na Portugalskem. V poznih tridesetih letih je Eliade večkrat izrazil podporo pravoslavni fašistični organizaciji Železna garda. Njegove predvojne povezave s skrajno desno politično opcijo so bile po vojni večkrat kritizirane. 
Eliade je aktivo govoril pet jezikov (romunsko, francosko, nemško, italijansko in angleško) in pasivno tri jezike (hebrejsko, perzijsko in sanskrt). Posthumano je bil izvoljen v Romunsko akademijo znanosti in umetnosti. 

## Študentska leta
Med 1925 in 1928 je obiskoval Filozofsko fakulteto na Univerzi v Bukarešti. Eliadejevo znanstveno delo se je začelo z dolgim študijem indijske filozofije v Britanski Indiji na Univerzi v Kalkuti. Tam je študiral tudi sanskrt, pali in bengalščino. Preden je odšel v Indijo, je na kratko obiskal tudi Egipt. V Indiji je veliko potoval, nekaj časa je preživel tudi v himalajskem samostanu. V Indiji se je začel zanimati za delo Mahatme Gandhija, ki ga je tudi osebno spoznal. Kasneje je Eliade sprejel Gandhijeve ideje v svojih dialogih o spiritualnosti v Romuniji. Eliade je doktoriral leta 1933 s tezo o jogi. Tri leta kasneje je bila knjiga prevedena v francoščino, kasneje je imela velik vpliv v akademskem svetu tako v Romuniji, kakor tudi v tujini
Kljub temu, da je bil po vojni deležen mnogo kritik zaradi predvojnih povezav z desnico, je njegova vloga zapletenejša. Leta 1933 je bil med drugimi podpisnik manifesta proti nemškemu nacističnemu rasizmu. 

## Vojna, emigracija in akademsko delo
Jeseni 1943 je potoval v okupirano Francijo, kjer se je sestal z znanstvenikom  Georgesom Dumézilom. Ko se je izkazalo, da bodo komunisti prevzeli oblast, se je Eliade odločil ostati v tujini. 16. Septembra 1945 je odšel v Francijo s posvojeno hčerjo Gizo. Tam je obnovil kontakte z Dumezilom, ki mu je pomagal obnoviti vlogo v akademskem svetu. 
Oktobra 1956 se je preselil v Združene države, kjer se je v naslednjem letu ustalil v Chicagu. Joachim Wach ga je povabil na Univerzo v Chicago. Eliade in Wach sta splošno priznana kot ustanovitelja “Čikaške šole”, ki označuje religijske študije v drugi polovici 20. stoletja. Leta 1964 je Eliade postal “Sewell Avery Distinguished Service Professor of the History of Religions”. Ob izidu prvega zvezka Večnega vračanja je knjiga doživela komercialni uspeh, saj je bila izdana pod različnimi naslovi v več kot 100. 000 kopijah.
Leta 1966 je Mircea Eliade postal član Ameriške akademije znanosti in umetnosti. Delal je kot urednik in vodja Enciklopedije religij in leta 1968 tudi kot profesor za zgodovino religij na Univerzi v Kaliforniji, Santa Barbara. V tem letu je Eliade končal Zgodovino religioznih verovanj in idej. Občasno je potoval zunaj Združenih držav, udeleževal se je Kongresa za zgodovino religij v Marburgu. 
Po vojni so Eliadeja romunski komunistični mediji napadali zaradi njegove predvojne vloge in ga obtoževali, da je sovražnik delavskega razreda. Romunska tajna služba Securitate ga je prikazovala tudi kot angleškega vohuna in nekdanjega agenta gestapa. V začetku šestdesetih let je bil rehabilitiran. V sedemdesetih ga je režim Nicolaeja Ceausesca vabil, da bi se vrnil domov, kar pa je Eliade zavrnil. 
Med zadnje nagrade, ki jih je prejel, spada nagrada Bordin francoske akademije (1977) in naslov Doctor Honori Causa, ki mu jo je podelila Univerza v Washingtonu (1985).
Mircea Eliade je umrl Bolnici Bernarda Mitchella aprila 1986.